# جون راوش (لاعب كرة قاعدة)
جون راوش (بالإنجليزية: Jon Rauch)‏ هو لاعب كرة قاعدة أمريكي، ولد في 27 سبتمبر 1978 في لويفيل في الولايات المتحدة.

## وصلات خارجية
- جون راوش على موقع دوري كرة القاعدة الرئيسي (الإنجليزية)
- جون راوش على موقعبيزبول رفرنس.كوم (الدوري الرئيسي) (الإنجليزية)
- جون راوش على موقعبيزبول رفرنس.كوم (الدوري الثانوي) (الإنجليزية)
- جون راوش على موقع إي إس بي إن.كوم (أم.أل.بي) (الإنجليزية)
- جون راوش على موقع مشجعي الرسوم البيانية (الإنجليزية)
- جون راوش على موقع أوليمبيديا (الإنجليزية)